# Schabajewo
Schabajewo – część wsi Jeżewo położona w Polsce w województwie mazowieckim, w powiecie sierpeckim, w gminie Zawidz. 
W latach 1975–1998 Schabajewo administracyjnie należało do województwa płockiego.
Dawny majątek ziemski, po wojnie chłopi zatrudnieni u dziedzica Schabajewa na mocy uwłaszczenia otrzymali grunty rolne, na których pobudowali swoje posesje. Obecnie w dawnym Schabajewie mieszka około 25 rodzin tj. 120 osób. Wsiami sąsiadującymi są Rekowo, Makomazy i Młotkowo-Wieś.